# Bauchau

Geslachtswapen (1973)

Bauchau is een sinds 1809 adellijk geslacht waarvan leden sinds 1973 tot de Belgische adel behoren.

## Geschiedenis
De stamreeks gaat terug tot Godefroy Bauchart, gevestigd te Bouvignes, wiens zoon Jamoton Bauchart, leerlooier en schepen van die stad, in 1452 voor het eerst wordt vermeld als momboor van de broederschap van Onze-Lieve-Vrouwe.
Op 2 februari 1809 werd rechter Corneille Bauchau (1755-1835) door keizer Napoleon verheven tot chevalier de l'Empire met overgang van deze titel bij eerstgeboorte. Op 5 maart 1973 werd een verwant uit een jongere tak verheven in de Belgische adel, eveneens met de titel van ridder overgaand bij eerstgeboorte. Anno 2017 waren er nog drie mannelijke adellijke telgen in leven (geboren in 1954, 1959 en 1995).
Ook de niet-adellijke schrijver Henry Bauchau (1913-2012) en diens zoon, de acteur Patrick Bauchau (1938), zijn leden van dit geslacht.

### Wapenbeschrijvingen
- 1809: D'azur, au croissant d'argent en abîme, accompagné de trois étoiles de même, deux en chef et une en pointe, bordure de gueules, au signe des chevaliers.
- 1973: In azuur, een wassenaar vergezeld van drie zespuntige sterren, alles van zilver, en een zoom van keel. Een helm van zilver, gekroond, getralied, gesierd en omboord van goud, gevoerd en gehecht van keel. Dekkleden: azuur en zilver. Helmteken: de wassenaar van het schild. Wapenspreuk: 'Dieu vous garde' in letters van azuur, op een lint van zilver. Bovendien, voor de [titularis] het schild gedekt met een ridderkroon.

## Enkele telgen
Dr. Pierre ridder Bauchau (1922-2014), directeur-generaal van de 'Banque Commerciale Zaïroise; trouwde in 1952 met Colette Bourguignon (1926), dochter van volksvertegenwoordiger en burgemeester Max Bourguignon (1889-1965)
- Jkvr. Sybille Bauchau (1953), politicus
- André ridder Bauchau (1954), kabinetsmedewerker, chef de famille
- Jhr. Pierre-Paul Bauchau (1959)
  - Jhr. Pierre-Antoine Bauchau (1995)
- Jkvr. Valérie Bauchau (1967), actrice; trouwde in 1995 met Philippe Sireuil (1953), theaterregisseur, verbonden aan het Brusselse Théâtre de la place de martyrs

### Adellijke allianties
- Van Rijckevorsel (1980, Nederlandse adel), De Schrynmakers de Dormael (1988), Van den Corput (1995)